# Grigorij Bołotin
Grigorij Samojłowicz Bołotin (Balasny) (ros. Григорий Самойлович Болотин (Балясный), ur. w grudniu 1896 w Brusiłowie, zm. w styczniu 1990 w Moskwie) – funkcjonariusz radzieckich służb specjalnych, generał major, zdegradowany w 1955.

## Życiorys
Żyd, syn kierownika sklepu, 1915 skończył dwuklasową szkołę, od lutego 1919 do lutego 1921 w Armii Czerwonej, później w gubernialnej Czece/GPU w Kijowie. Od października 1928 w WKP(b), od 1929 do czerwca 1934 pomocnik pełnomocnika i pełnomocnik operacyjny Wydziału Specjalnego GPU Ukraińskiego Okręgu Wojskowego, od czerwca 1934 do sierpnia 1936 pomocnik szefa Wydziału Specjalnego NKWD 45 Korpusu Zmechanizowanego, od 8 stycznia 1936 starszy porucznik bezpieczeństwa państwowego. Od 1937 do 5 czerwca 1938 zastępca szefa oddziału Wydziału Specjalnego Głównego Zarządu Bezpieczeństwa Państwowego, od 5 czerwca do listopada 1938 zastępca szefa Oddziału 7 Wydziału 3 Zarządu 2 NKWD ZSRR, od listopada 1938 zastępca szefa, a od 9 kwietnia 1940 do lutego 1941 szef Oddziału 9 Wydziału 4 Głównego Zarządu Bezpieczeństwa Państwowego, od 5 kwietnia 1940 kapitan bezpieczeństwa państwowego. Od 13 lutego 1941 p.o. szef, a od 19 maja do lipca 1941 szef Wydziału 4 Zarządu 3 Ludowego Komisariatu Obrony ZSRR, od 10 czerwca 1941 w stopniu komisarza brygadowego, od 22 sierpnia 1941 do 29 kwietnia 1943 szef Wydziału 4 Zarządu Wydziałów Specjalnych NKWD ZSRR, od 10 września 1941 major, a od 14 lutego 1943 pułkownik bezpieczeństwa państwowego. Od 29 kwietnia 1943 do 22 maja 1946 pomocnik szefa Głównego Zarządu Kontrwywiadu Smiersz na Froncie Wołchowskim i 3 Froncie Białoruskim, od 26 maja 1943 generał major, w lutym 1945 szef Grupy Operacyjnej Smiersz w Prusach Wschodnich, a w kwietniu 1945 w Wiedniu. Od 22 maja 1946 do 28 marca 1950 pomocnik szefa 3 Głównego Zarządu MGB ZSRR, następnie zwolniony, od kwietnia 1950 na emeryturze. 3 stycznia 1955 pozbawiony stopnia generalskiego „z powodu zdyskredytowania się podczas pracy w organach bezpieczeństwa”.

## Odznaczenia
- Order Lenina (21 lutego 1945)
- Order Czerwonego Sztandaru (trzykrotnie - 2 stycznia 1937, 3 listopada 1944 i 20 lipca 1949)
- Order Kutuzowa II klasy (25 marca 1945)
- Order Wojny Ojczyźnianej I klasy (dwukrotnie - 31 lipca 1944 i 13 września 1945)
- Order Czerwonej Gwiazdy (9 marca 1943)
- Odznaka „Zasłużony Funkcjonariusz NKWD” (2 lutego 1942)
- Odznaka „50 lat członkostwa w KPZR” (24 maja 1982)

I 10 medali.